# Edward Witten
Edward Witten (Baltimora, 26 agosto 1951) è un matematico e fisico statunitense.
Professore all'Institute for Advanced Study e vincitore della Medaglia Fields nel 1990, è il fondatore della Teoria M. Ha dato contributi essenziali alla teoria delle stringhe e alla teoria quantistica dei campi.

## Biografia
Witten è nato a Baltimora, nel Maryland, in una famiglia di origini ebraiche, figlio di Lorraine W. Witten e di Louis Witten, un fisico specializzato in gravitazione e relatività generale. Inizialmente la sua carriera sembrava indirizzata verso materie di tipo umanistico: ottenne infatti un diploma in storia alla Brandeis University. La sua intenzione era quella di diventare un giornalista politico; pubblicò articoli sul New Republic e sul Nation, lavorando anche brevemente per la campagna presidenziale di George McGovern.
Ritornò poi all'università, conseguendo nel 1976 il dottorato in fisica alla Princeton University, dove, dopo un periodo trascorso alla Università di Harvard, cominciò l'attività di docente. Dopo due anni, dal 1999 al 2001, al California Institute of Technology, è attualmente professore di fisica matematica all'Institute for Advanced Study di Princeton.
L'attività di Witten unisce alla fisica pura una straordinaria conoscenza della matematica moderna. È stato inizialmente attivo nella teoria quantistica dei campi e nella teoria delle stringhe, oltre che nelle aree matematiche collegate della topologia e geometria. Tra i suoi numerosi contributi vi sono la dimostrazione del teorema dell'energia positiva nell'ambito della relatività generale, il lavoro sulla supersimmetria e la teoria di Morse, l'introduzione ad una teoria quantistica dei campi topologici, gli studi sulla simmetria speculare e le teorie di gauge supersimmetriche, nonché la congettura riguardo all'esistenza della teoria M.
Sir Michael Atiyah ha detto di lui:
La sua prolifica produzione è stata premiata da numerosi riconoscimenti, tra cui una borsa di studio della MacArthur, una medaglia Fields, la National Medal of Science (2004) e la Medaglia Isaac Newton (2009).
Papa Benedetto XVI ha nominato Witten membro della Pontificia Accademia delle Scienze (2006). È anche comparso sulla rivista TIME, che lo ha incluso nella lista delle cento persone più influenti del mondo del 2004. È stato citato in un episodio del 1999  della serie a cartoni animati Futurama. Witten ha il più alto indice H di qualunque altro fisico vivente.

## Vita privata
È sposato con Chiara Nappi, professoressa di fisica alla Princeton University, di origini napoletane.